# جائزة هولندا الكبرى 1970
جائزة هولندا الكبرى 1970 هو سباق فورمولا 1 أقيم بتاريخ 21 يونيو 1970 في حلبة بارك زانتفورت، هولندا. كان الخامس من أصل 13 في بطولة العالم لسباقات الفورمولا واحد موسم 1970. حلّ النمساوي يوخن ريندت أولا بينما جاء البريطاني جاكي ستيورات في المركز الثاني وحصل على المركز الثالث البلجيكي جاكي إيكس.